# Baebia de praetoribus
Baebia de praetoribus va ser una llei romana establerta pels cònsols Publi Corneli Ceteg i Marc Bebi Tàmfil l'any 192 aC (571 de la fundació de Roma), per la qual s'establia que fossin escollits quatre pretors per un any i sis pel següent, de manera alternativa, tot i que sembla que va estar poc temps en vigor i mai no va ser respectada.